# Croix monolithe de Pluduno
La croix monolithe est située à Pluduno en France.

## Localisation
La croix est située sur la commune de Pluduno,au lieu-dit La Ville Echet, dans le département des Côtes-d'Armor en région Bretagne.

## Description
La croix date de 1780.

## Historique
La croix est inscrite au titre des monuments historiques par arrêté du 28 octobre 1926.